# Мурдханья дакараву

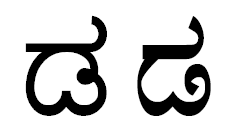
Мурдханья дакараву

Дакараву (канн. ಡಕಾರವು) — да, буква алфавита каннада из третьей варги, обозначает ретрофлексный звонкий альвеолярный взрывной согласный [ḍ], в интервокальном положении может произноситься как ретрофлексная одноударная /ṛ/. В тамильском передаётся иттанной 'ட'.
Огласовки: ಡಾ, ಡಿ, ಡೀ, ಡು, ಡೂ, ಡೃ, ಡೆ, ಡೇ,	ಡೈ, ಡೊ,	ಡೋ, ಡೌ